# Яблоновка (Луганская область)
Яблоновка (укр. Яблунівка) — село, относится к Сватовскому району Луганской области Украины.
Население по переписи 2001 года составляло 20 человек. Почтовый индекс — 92614. Телефонный код — 6471. Занимает площадь 0,306 км². Код КОАТУУ — 4424080506.

## Местный совет
92610, Луганська обл., Сватівський р-н, с. Верхня Дуванка, майдан Перемоги, 41  (укр.)